# Snowkel
Snowkel é uma banda de rock japonesa composta por 3 membros: Kaba (baixista), Nishi (guitarrista e vocalista) e Yama (baterista).
Venderam seu primeiro álbum de forma independente em 2004. No ano seguinte, produziram um mini-álbum, "Sora Colorful". Em 2006, conseguiram contrato com a Sony Music Japan e lançaram seu primeiro álbum de estúdio, "Snowkel Snorkel", que contém a música "Namikaze Satellite". A canção foi usada como a sétima abertura do anime Naruto. A partir daí, tiveram outras músicas usadas em outros desenhos japoneses, como o segundo encerramento de Kiba, "Solar Wind" e o sexto encerramento de Gintama, "Kiseki".
A banda já veio ao Brasil para tocar em convenções de anime diversas vezes, sendo a primeira em 2015 na Super-Con em Recife, e no Anime Friends, para onde retornaram em 2018 e 2019. Também já se apresentaram no Ressaca Friends em 2017 e no Anime Summit, em Brasília, em 2023.